# Thomas Bulkeley (1er vicomte Bulkeley)
Pour les articles homonymes, voir Bulkeley.
Thomas Bulkeley, 1er vicomte Bulkeley (1585-1659) est un propriétaire terrien du nord du Pays de Galles qui soutient la cause royaliste pendant la guerre civile anglaise.

## Biographie
Fils de sir Richard Bulkeley (1533-1621) (en) de Beaumaris et de sa première épouse Mary Burgh, fille de Thomas, deuxième baron de Buron, Thomas Bulkeley est colonel dans l'armée royaliste et est créé vicomte Bulkeley de Cashel dans la pairie irlandaise en 1644. Partisan convaincu du roi Charles Ier d’Angleterre, il l'aurait invité à s’installer chez lui, à Baron Hill, à Beaumaris, dans le Caernarvonshire.
Il se marie deux fois, en premier à Blanche, la fille de Richard Coytmore de Coytmore, Caernarvonshire, et ils ont cinq fils et quatre filles, dont :
- Richard, qui est assassiné par Richard Cheadle[2]
- Robert Bulkeley (2e vicomte Bulkeley) (c. 1630-1688) homme politique
- Thomas (c. 1633 –1708), homme politique et député
- Henry (c. 1641-1698) maître de la maison de Charles II et Jacques II, député

Il se remarie avec la fille d'un M. Cheadle; ils n'ont pas d'enfants.